# 孔多里山 (拉烏尼翁省)
14°54′32″S 72°22′45″W / 14.90889°S 72.37917°W
孔多里山（Condori），是秘魯的山峰，位於該國南部阿雷基帕大區的拉烏尼翁省，屬於安第斯山脈的一部分，處於蘭拉科查湖以南，海拔高度約5,200米。
1. ↑  escale.minedu.gob.pe - UGEL map of the La Unión Province (Arequipa Region)